# Norsjön, Blekinge
Norsjön är en sjö i Ronneby kommun i Blekinge och ingår i Vierydsåns huvudavrinningsområde. Sjön är 3,4 meter djup, har en yta på 0,0886 kvadratkilometer och befinner sig 71,9 meter över havet.

## Delavrinningsområde
Norsjön ingår i det delavrinningsområde (624451-146261) som SMHI kallar för Mynnar i Vierydsån. Medelhöjden är 77 meter över havet och ytan är 50,45 kvadratkilometer. Det finns inga avrinningsområden uppströms utan avrinningsområdet är högsta punkten. Fröjadalsbäcken som avvattnar avrinningsområdet har biflödesordning 2, vilket innebär att vattnet flödar genom totalt 2 vattendrag innan det når havet efter 13 kilometer. Avrinningsområdet består mestadels av skog (67 %) och jordbruk (16 %). Avrinningsområdet har 2,52 kvadratkilometer vattenytor vilket ger det en sjöprocent på 5 %.